# Temognatha jakobsoni
Temognatha jakobsoni es una especie de escarabajo del género Temognatha, familia Buprestidae. Fue descrita científicamente por Obenberger en 1928.